# 河頭部落

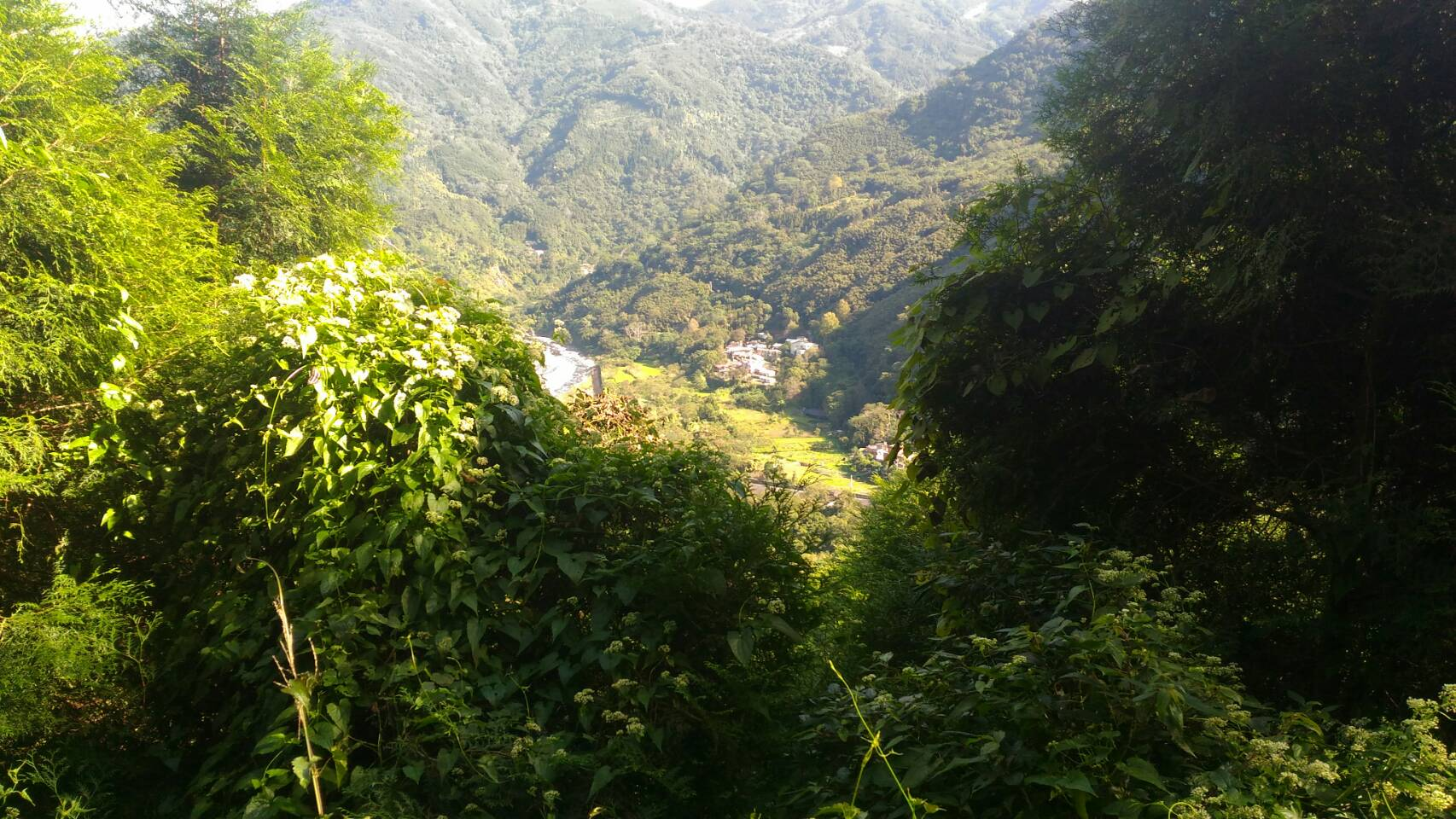
新竹縣五峰鄉花園村其中一個部落人口約一百人。

河頭部落為台灣新竹縣五峰鄉境內四個村58各鄰中的其中一個村落，地址為五峰鄉花園村二鄰，村內約三十戶人家，大多數為泰雅族。部落的地名來自日語かわばた(kawabata，住在河邊的人)，國民政府統治台灣後，沿用日據時代的地名意思，改為國語「河頭部落」。

## 歷史
河頭部落住戶以宋姓為大宗。分別為宋明信、 宋開榮、 宋台友三個家族，有共同祖先。宋文開家族、宋禮文家族則是由竹林部落先後遷到。 

## 人口與位置
河頭部落居住人口不到一百人，距離新竹縣竹東鎮客家庄約僅十五公里。許多中壯年在鎮上租屋工作，周末回鄉與父母團聚。

## 民族教育
部落的長老教會是居民的信仰中心，也是凝聚居民感情與向心力的重要場域。
近年部落也開始重視族語及文化傳承工作，教會就成為重要的教學及練習場地，由部落耆自訂主題將族語單字印在教會的週報上，於主日禮拜會結束後進行約五分鐘的族語教學；部落婦女也常常在教會學習泰雅歌謠及自編泰雅舞蹈，並受邀到其他部落進行展演或交流。
2001年，長老教會泰雅中會通令各教會將教會名稱回復泰雅族名，河頭教會將河頭教會改為Rahagan，國語音譯為樂賀安，泰雅語是「磨刀之處」之意。

## 著名人士
- 林慶台
- 宋月娥
- 拉娃谷倖

## 大事記
- 2004年艾利颱風，造成五峰鄉桃山村15位村民遭活埋，河頭部落也飽受風雨摧殘，好幾戶民宅遭土石流掩埋。由於部落農田都鄰近河邊，許多村民失去祖傳土地，損失慘重。